# Giuditta e Oloferne (film 1929)
Giuditta e Oloferne è un film del 1929 diretto da Baldassarre Negroni con interpreti principali Jia Ruskaja e Bartolomeo Pagano.

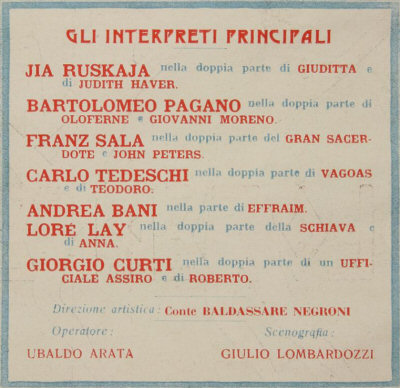
Dalla brochure pubblicitaria, 1928

## Trama
Tratto da una famosa leggenda biblica, il film narra la storia di Giuditta, giovane ebrea che, con la seduzione, è riuscita a conquistare il cuore di Oloferne, il generale degli assiri. La ragazza sa che l'uomo è un suo acerrimo nemico visto che il suo popolo è gravemente minacciato dall'Impero Assiro, così una notte, mentre Oloferne dorme, Giuditta lo decapita.